# 杭州未来科技城

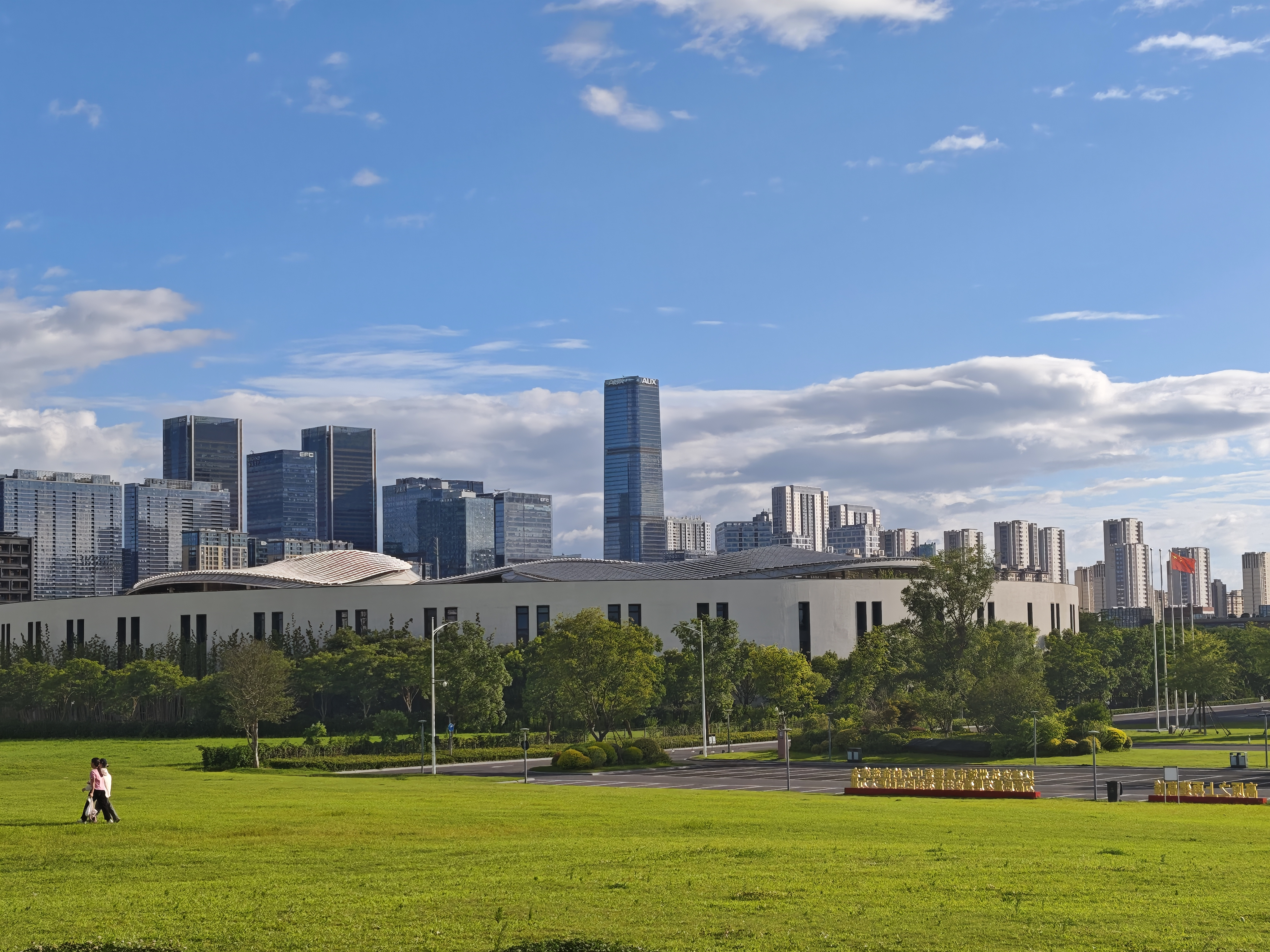
仓前大草坪望向未来科技城方向，近处为未来科技城学术交流中心，远处中心高楼为未来科技城核心的奥克斯中心和欧美金融中心

杭州未来科技城，即浙江海外高层次人才创新园（简称海创园），位于杭州市区以西余杭区境内，东邻西溪湿地和浙江大学紫金港校区，向西为余杭南湖，是浙江省人民政府为响应中共中央组织部海外引进人才的“千人计划”而规划的人才特区、科技新城，以“人才 + 资本 + 民企”的海外引才模式为特色，也是中共中央组织部、国务院国资委在北京、天津、武汉等地建立的四座未来科技城之一。

## 发展历程
- 2009年4月，成立杭州信息产业国家高技术产业基地西溪（余杭）拓展区
- 2010年6月17日，成立杭州国家现代服务业数字卫生产业化基地
- 2010年9月，余杭设立杭州科创孵化器有限公司
- 2010年10月，成立中国服务外包基地示范城市拓展区和国家电子商务试点城市拓展区
- 2011年8月11日，成立中国科协海智计划浙江（杭州）工作基地
- 2011年11月29日，成立国家海外高层次人才创新创业基地
- 2011年3月，成立杭州城西科创产业集聚区
- 2011年5月，成立杭州市现代服务业培育类集聚区海创园集聚区
- 2011年7月，成立杭州市青蓝计划试点基地
- 2012年8月，成立杭州省级自主创新示范区[4]
- 2020年5月，开展鲲鹏计划，招揽人才[5]

## 交通区位
杭州地铁3号线、5号线、10号线、16号线、19号线贯穿园区，而沪昆客专、宁杭高铁接入园区内的杭州西站，园区距离西湖9公里，通过文一西路等6条主干道和市中心相连接。